# Савченко Павло Григорович
Са́вченко Павло́ Григо́рович (1887–1920) — поет-символіст родом з Полтавщини, брат Якова Савченка. Автор збірки поезій «Мій сміх, моя задума. Епільоги» (Лохвиця, 1913), співробітник «Літературно-критичного альманаху» (1918). Перебуваючи спершу під впливом народницької поетики, пізніше як символіст був прихильником «чистого мистецтва». Розстріляний денікінцями.
Більшу частину віршів Савченка було опубліковано посмертно («Червоний вітер. Поезії», 1991).

## Вшанування пам'яті
25 квітня 2024 року у місті Дергачі провулок Титова перейменували на провулок Павла Савченка.